# Championnat de Belgique de football de deuxième division 1975-1976
Navigation
saison précédente saison suivante
Le Championnat de Belgique de football de Division 2 1975-1976 est la 59e édition du championnat de deuxième niveau national en Belgique. Il oppose 16 équipes, qui s'affrontent deux fois chacune en matches aller-retour. Le champion est directement promu en Division 1, tandis qu'un tour final opposant les équipes classées de la deuxième à la cinquième place est organisé pour désigner le second montant. À l'autre bout du classement, les trois derniers sont relégués en Division 3, ceci en raison de la relégation de trois équipes de première division, ramenée à 18 clubs en vue de la saison suivante.
Avec le jeu des montées et descentes, la compétition prend une forte coloration limbourgeoise avec 6 clubs sur les 16 participants. Duel parmi les duels, la rivalité entre les deux « frères ennemis-voisins » de Winterslag et de Waterschei. Grâce à leur défense de fer (seulement quatorze buts encaissés en trente rencontres), les « Rouge et Noir » émergent et retrouvent l'élite un an après l'avoir quittée. Renvoyés au tour final, les « Jaune et Noir » se heurtent à un autre Limbourgeois(Tongres) et c'est Courtrai qui décroche la palme lors du mini-championnat. Avec dans ses rangs, le futur « big boss » de Molenbeek, Johan Vermeersch, le « matricule 19 » accède à la « D1 » pour la première fois de son Histoire, 65 ans après le premier passage de son ancêtre et précurseur du SC Courtraisien.
Miné par les problèmes internes et criblé de dettes, l'Olympic de Montignies ne fait que paraître et passe la saison dans le « ventre mou » du classement. Pour le glorieux « matricule 246 » les belles années sont révolues.
Dans le bas de tableau, le K. Merksem SC, en proie à des dissensions internes, termine bon dernier. Il est accompagné au niveau inférieur par deux clubs wallons promus deux ans plus tôt. Tilleur quitte l'antichambre de l'élite après une 37e saison qui restera la dernière de son Histoire à ce niveau. Pour « l'Albert de Mons » c'est la relégation après une neuvième saison. Le « matricule 44 » devra attendre 10 ans pour vivre la 10e.

## Changement d'appellation
À la suite de désaccords internes, le K. OLSE Merksem SC change de dénomination et redevient le (Koninklijke) Merksem Sporting Club. Ce changement est officialisé par l'URBSFA le 1er juin donc peu avant la fin du championnat précédent. La réutilisation du terme « Koniklijke » est immédiate mais n'est pourtant officielle que le 16 juin 1976, en fait après autorisation du Cabinet du Roi,.
.

## Clubs participants
Les matricules en gras indiquent les clubs qui existent toujours aujourd'hui, les autres ont disparu.
| #  | Nom                                           | Mat. | Ville         | Stades                   | En D2 depuis (série) | Total en D2 | Saison précéd.   |
| -- | --------------------------------------------- | ---- | ------------- | ------------------------ | -------------------- | ----------- | ---------------- |
| 1  | Koninklijke Football Club Diest               | 41   | Diest         | De Warande               | 1975-1976 (1er)      | 10e         | Division 1, 18e  |
| 2  | Royal Olympic Montignies                      | 246  | Charleroi     | de La Neuville           | 1975-1976 (1er)      | 13e         | Division 1, 19e  |
| 3  | Koninklijke Football Club Winterslag          | 322  | Diest         | De Warande               | 1975-1976 (1er)      | 6e          | Division 1, 20e  |
| 4  | Koninklijke Voetbalclub Kortrijk              | 19   | Courtrai      | Guldensporen             | 1973-1974 (3e)       | 33e         | 6e               |
| 5  | Royal Tilleur Football Club                   | 21   | Tilleur       | de Buraufosse            | 1974-1975 (2e)       | 37e         | 13e              |
| 6  | Koninklijke Vanneste Genoostschap Oostende    | 31   | Ostende       | ??                       | 1974-1975 (2e)       | 6e          | 5e               |
| 7  | Royal Albert Elisabeth Club de Mons           | 44   | Mons          | Tondreau                 | 1974-1975 (2e)       | 9e          | 10e              |
| 8  | Koninklijke Sportklub Tongeren                | 54   | Tongres       | Stedelijke               | 1971-1972 (5e)       | 17e         | 4e               |
| 9  | Koninklijke Boom Football Club                | 58   | Boom          | du Parc communal de Boom | 1971-1972 (5e)       | 31e         | 2e               |
| 10 | Koninklijke Football Club Turnhout            | 148  | Turnhout      | Stade Villapark          | 1968-1969 (8e)       | 35e         | 7e               |
| 11 | Koninklijke Sint-Niklaasse Sportkring         | 221  | Saint-Nicolas | Stade Puyenbeke          | 1964-1965 (12e)      | 29e         | 12e              |
| 12 | Koninklijke Sint-Truidense Voetbal Vereniging | 373  | Saint-Trond   | Stayen                   | 1974-1975 (2e)       | 11e         | 8e               |
| 13 | Koninklijke Merksem Sport-Club                | 544  | Merksem       | Stedelijke               | 1973-1974 (3e)       | 7e          | 11e              |
| 14 | Kon. Waterschei Sport Verningin THOR Genk     | 553  | Genk          | André Dumont             | 1974-1975 (2e)       | 23e         | 9e               |
| 15 | Koninklijke Athletoische Associatie Gent      | 7    | Gand          | Jules Otten              | 1975-1976 (1er)      | 16e         | Division 3A, 1er |
| 16 | Patro Eisden                                  | 3434 | Eisden        | ??                       | 1975-1976 (1er)      | 14e         | Division 3B, 1er |

### Localisation des clubs
| \| VG Oostende Courtrai Gand Merksem St-Nicolas Boom Turnhout Diest Waterschei Winterslag Tongres Eisden St-Trond Tilleur Mons Olympic \| Localisation des clubs engagés en Division 2 1975-1976 |
| VG Oostende Courtrai Gand Merksem St-Nicolas Boom Turnhout Diest Waterschei Winterslag Tongres Eisden St-Trond Tilleur Mons Olympic                                                              |

## Classements & Résultats
Légende
- Champion de Belgique de Division 2 1976 et promu en Division 1 la saison suivante
- Club qualifié pour le tour final pour la montée en Division 1
- Club relégué en Division 3 la saison suivante

Abréviations
 : club promu de Division 3 depuis la saison précédente

 : club relégué de Division 1 depuis la saison précédente

### Classement final
| Rang | Équipe                     | Pts | J  | G  | N  | P  | Bp | Bc | Diff |
| ---- | -------------------------- | --- | -- | -- | -- | -- | -- | -- | ---- |
| 1    | FC Winterslag              | 46  | 30 | 20 | 6  | 4  | 40 | 14 | +26  |
| 2    | K. FC Diest                | 38  | 30 | 16 | 6  | 8  | 45 | 32 | +13  |
| 3    | K. Waterschei SV THOR Genk | 38  | 30 | 13 | 12 | 5  | 50 | 28 | +22  |
| 4    | KV Kortrijk                | 37  | 30 | 14 | 9  | 7  | 54 | 30 | +24  |
| 5    | K. SK Tongeren             | 35  | 30 | 12 | 11 | 7  | 38 | 24 | +14  |
| 6    | Patro Eisden               | 33  | 30 | 14 | 11 | 5  | 46 | 34 | +12  |
| 7    | VG Oostende                | 32  | 30 | 13 | 6  | 11 | 32 | 32 | 0    |
| 8    | K. Sint-Truidense VV       | 32  | 30 | 11 | 10 | 9  | 36 | 31 | +5   |
| 9    | K. FC Turnhout             | 31  | 30 | 11 | 9  | 10 | 24 | 27 | -3   |
| 10   | K. Sint-Niklaasse SK       | 28  | 30 | 10 | 8  | 12 | 36 | 34 | +2   |
| 11   | R. Olympic Montignies      | 28  | 30 | 8  | 12 | 10 | 28 | 38 | -10  |
| 12   | K. AA Gent                 | 26  | 30 | 10 | 6  | 14 | 41 | 45 | -4   |
| 13   | K. Boom FC                 | 25  | 30 | 8  | 9  | 13 | 30 | 40 | -10  |
| 14   | R. AEC Mons                | 21  | 30 | 8  | 5  | 17 | 27 | 57 | -30  |
| 15   | R. Tilleur FC              | 19  | 30 | 6  | 7  | 17 | 30 | 52 | -22  |
| 16   | K. Merksem SC              | 11  | 30 | 4  | 3  | 23 | 30 | 69 | -39  |

### Résultats des rencontres
Avec seize clubs engagés, 240 matches sont au programme de la saison.
| Résultats (▼dom., ►ext.)                                   | AAG | BOO | DIE | KOR | MER | MON | OLY | VGO | PAT | NIK | STT | TIL | TON | TUR | WAT | WIN |
| K. AA Gent                                                 |     | 2-1 | 1-4 | 0-1 | 3-1 | 4-2 | 1-2 | 1-2 | 2-0 | 3-1 | 2-1 | 1-0 | 1-2 | 1-1 | 1-1 | 1-2 |
| K. Boom FC                                                 | 1-0 |     | 2-1 | 2-2 | 0-0 | 1-1 | 0-0 | 2-4 | 0-2 | 2-0 | 0-0 | 4-1 | 0-0 | 1-1 | 1-1 | 0-1 |
| K. FC Diest                                                | 1-0 | 4-0 |     | 2-1 | 2-0 | 1-0 | 3-1 | 2-0 | 2-1 | 0-0 | 1-0 | 1-0 | 3-0 | 1-0 | 0-0 | 0-0 |
| KV Kortrijk                                                | 3-0 | 2-1 | 3-1 |     | 6-0 | 4-1 | 4-0 | 2-1 | 1-1 | 2-2 | 2-2 | 4-2 | 0-0 | 1-0 | 5-1 | 1-3 |
| K. Merksem SC                                              | 0-3 | 1-2 | 3-3 | 2-0 |     | 1-2 | 2-0 | 1-2 | 2-3 | 1-3 | 2-0 | 2-1 | 1-3 | 0-1 | 1-1 | 1-2 |
| R. AEC Mons                                                | 1-0 | 2-1 | 3-1 | 0-5 | 3-2 |     | 1-0 | 1-1 | 3-1 | 2-4 | 0-1 | 0-2 | 1-2 | 1-0 | 0-1 | 0-1 |
| R. Olympic Montignies                                      | 0-0 | 3-2 | 1-1 | 1-0 | 1-0 | 0-0 |     | 0-2 | 1-1 | 0-0 | 2-2 | 2-0 | 1-0 | 0-0 | 1-0 | 0-0 |
| K. VG Oostende                                             | 2-1 | 0-1 | 2-0 | 0-0 | 2-1 | 2-1 | 3-1 |     | 0-2 | 1-3 | 0-1 | 2-0 | 1-1 | 0-0 | 1-0 | 1-1 |
| Patro Eisden                                               | 3-1 | 0-1 | 2-4 | 0-1 | 2-0 | 2-0 | 3-0 | 1-0 |     | 2-0 | 3-0 | 3-0 | 0-0 | 1-2 | 1-5 | 0-0 |
| K. St-Niklaasse SK                                         | 1-1 | 0-1 | 3-0 | 0-0 | 4-1 | 1-1 | 3-0 | 0-1 | 0-4 |     | 3-0 | 2-1 | 1-1 | 0-0 | 2-3 | 0-1 |
| K. St-Truidense VV                                         | 2-1 | 3-1 | 1-2 | 3-0 | 5-1 | 0-0 | 2-2 | 0-1 | 2-1 | 1-0 |     | 3-1 | 0-0 | 3-0 | 1-1 | 1-0 |
| R. Tilleur FC                                              | 1-1 | 3-3 | 2-1 | 1-1 | 1-0 | 4-0 | 0-5 | 3-1 | 2-2 | 0-1 | 1-1 |     | 1-2 | 1-1 | 0-4 | 2-0 |
| K. SK Tongeren                                             | 2-2 | 2-0 | 0-1 | 1-0 | 6-0 | 4-0 | 4-2 | 2-0 | 0-1 | 1-0 | 1-1 | 0-0 |     | 1-0 | 1-1 | 0-2 |
| K. FC Turnhout                                             | 1-4 | 1-0 | 3-1 | 0-2 | 3-1 | 1-0 | 1-1 | 0-0 | 1-2 | 0-2 | 2-0 | 1-0 | 1-0 |     | 1-1 | 0-2 |
| K. Waterschei SV THOR                                      | 6-2 | 2-0 | 2-2 | 0-0 | 3-2 | 6-0 | 1-1 | 2-0 | 3-2 | 1-0 | 1-0 | 3-0 | 0-0 | 0-1 |     | 0-0 |
| K. FC Winterslag                                           | 0-1 | 1-0 | 1-0 | 3-1 | 2-1 | 4-1 | 2-0 | 2-0 | 1-0 | 3-0 | 0-0 | 1-0 | 3-2 | 0-1 | 2-0 |     |
| - Victoire à domicile - Match nul - Victoire à l'extérieur |     |     |     |     |     |     |     |     |     |     |     |     |     |     |     |     |

## La saison en bref
Depuis la saison 1974-1975, l'URBSFA a mis sur pied un système de « périodes ». Le principe est que la compétition de 30 rencontres est partagée en 3 périodes de 10 rencontres: (1 à 10, 11 à 20 et 21 à 30).
- Un classement distinct est établi par "période". Les trois vainqueurs de période se qualifient le tour final où il accompagne le 2e du classement général final.
- Si le "Champion" ou le 2e classé, ou si un autre club gagne plus d'une période, on repêche le nombre de clubs nécessaire via le classement général final.
- Un vainqueur de période ne peut pas prendre part au tour final s'il termine à une des deux places relégables. Familièrement, les "périodes" sont fréquemment appelées "tranches".

### 1repériode
Cette période concerne les 10 premières journées. Elle est disputée du 7 septembre 1975 au 23 novembre 1975. Toutes les rencontres de la 10e journée se jouent le même jour à la même heure.

### 2epériode
Cette période concerne les matches des journées no 11 à 20. Elle est disputée du 29 novembre 1975 au 8 février 1976. Toutes les rencontres de la 20e journée se jouent le même jour à la même heure.

### 3epériode
Cette période concerne les 10 dernières journées. Elle est disputée du 15 février 1976 au 2 mai 1976. Toutes les rencontres des 29e et 30e journée se jouent le même jour à la même heure.

## Tour final
- 3e édition.

### Participants
K. FC Diest (2e du général), THOR Waterschei (3e du général), KV Kortrijk (4e du général), K. SK Tongeren (5e général).

### Classement final
L'ordre des matchs du tour final est désigné par un tirage au sort, effectué au siège de l'URBSFA
Légende
- Club promu en Division 1 la saison suivante

| Rang | Équipe          | Pts | J | G | N | P | Bp | Bc | Diff |  | Résultats (▼ dom., ► ext.) | KOR | WAT | TON | DIE |
| ---- | --------------- | --- | - | - | - | - | -- | -- | ---- |  | -------------------------- | --- | --- | --- | --- |
| 1    | KV Kortrijk     | 10  | 6 | 4 | 2 | 0 | 12 | 5  | +7   |  | KV Kortrijk                |     | 3-2 | 2-0 | 2-1 |
| 2    | THOR Waterschei | 6   | 6 | 2 | 2 | 2 | 8  | 8  | 0    |  | THOR Waterschei            | 0-0 |     | 1-0 | 0-0 |
| 3    | K. SK Tongeren  | 5   | 6 | 2 | 1 | 3 | 10 | 9  | +1   |  | K. SK Tongeren             | 1-1 | 4-1 |     | 3-1 |
| 4    | K. FC Diest     | 3   | 6 | 1 | 1 | 4 | 7  | 15 | -8   |  | K. FC Diest                | 1-4 | 1-4 | 3-2 |     |

### Résumé du Tour final
Courtrai prend les commandes dès la première journée et ne les lâchent plus. Les Flandriens sont solides d'autant plus que les deux cercles limbourgeois (Waterschei et Tongres) se battent mutuellement. Diest n'est jamais dans le coup pour la première place.

## Meilleur buteur (hors tour final)
- Johan Vermeersch (KV Kortrijk) avec 15 buts.

## Récapitulatif de la saison
- Champion : FC Winterslag (1er titre de Division 2)
- 6e titre de champion de Division 2 pour la province de Limbourg

| Région flamande (12)            | Région flamande (12) | Province de Brabant (1)      | Province de Brabant (1) | Région wallonne (3)    | Région wallonne (3) |
| ------------------------------- | -------------------- | ---------------------------- | ----------------------- | ---------------------- | ------------------- |
| Province d'Anvers               | 3                    | Région de Bruxelles-Capitale | 0                       | Province de Hainaut    | 2                   |
| Province de Flandre-Occidentale | 2                    | Province du Brabant flamand  | 1                       | Province de Liège      | 1                   |
| Province de Flandre-Orientale   | 2                    | Province du Brabant wallon   | 0                       | Province de Luxembourg | 0                   |
| Province de Limbourg            | 5                    |                              |                         | Province de Namur      | 0                   |

1. ↑  Au niveau footballistique, la province de Brabant est toujours unitaire malgré sa partition territoriale en 1995.

### Admission et relégation
Le K. FC Winterslag et le KV Kortrijk sont promus en Division 1, d'où sont relégués Berchem Sport, le RC Mechelen et La Louvière. Le fait qu'il y ait un descendant de plus que de montants s'explique par le fait de vouloir ramener de 19 à 18 le nombre de clubs de l'élite nationale.
Merksem, Mons et Tilleur descendant en Division 3, d'où sont promus l'Eupen et la Royale Union. La raison du descendant supplémentaire et identique: réduction de la D1 de 19 à 18 clubs.

### Bilan de la saison
| Championnat de Belgique de football de deuxième division 1975-1976 |                          |
| Champion                                                           | FC Winterslag (2e titre) |
| Dauphin                                                            | KV Kortrijk              |
| Promotions et relégations                                          |                          |
| Promus en Division 2                                               | Union Royale             |
| Promus en Division 2                                               | K. AS Eupen              |
| Relégués en Division 3                                             | R. AEC Mons              |
| Relégués en Division 3                                             | R. Tilleur FC            |
| Relégués en Division 3                                             | K. Merksem SC            |